# Тигр (річка)
Тигр — річка в Туреччині, Сирії та Іраку. Довжина близько 1900 км, сточище 375 тисяч км², середня витрата води біля Багдада 1240 м³/сек (найбільша — близько 13 000 м³/сек).
Бере початок на схилах Східного Тавру на сході Туреччини; перетинає плато Джезіре і значну частину Месопотамської низовини Біля міста Ель-Курна (Ірак) зливається з річкою Євфрат, утворюючи річку Шатт-ель-Араб, що впадає в Перську затоку
Живлення снігове-дощове, з весняною повінню (найбільший стік у квітні). При збігу паводків на Тигрі і його притоках виникають катастрофічні повені; для захисту від них річище Тигру на значному протязі обваловано, частина паводкових вод прямує по каналу в западину озера Тартар (на північному заході від Багдада в межиріччі Тигру і Євфрату). При заповненні западини паводковими водами створюється загроза повені для Багдада.

## Греблі
На річці Тигр задля виробництва електрики, боротьби з повенями та зберігання води збудовано каскад ГЕС це: Діджле, Джизре, Ілісу, Мосул, Бадуш, Самарра
У місті Ель-Кут у провінції Васіт розташована гребля Ель-Кут.

## Основні притоки
- Великий Заб
- Малий Заб
- Діяла,
- Керхе

## Міста
- Діярбакир
- Мосул
- Багдад
- Ель-Кут
- Амара

| Земля | Це незавершена стаття з географії. Ви можете допомогти проєкту, виправивши або дописавши її. |